# Corrado De Concini
Corrado De Concini (Roma, 28 luglio 1949) è un matematico italiano.
È socio nazionale dell'Accademia Nazionale dei Lincei, ed è stato Presidente dell'Istituto Nazionale di Alta Matematica. Nel 1986 ha ricevuto il Premio Caccioppoli e nel 1990 la Medaglia dei XL per la matematica.

## Biografia
Figlio dello sceneggiatore cinematografico Ennio De Concini. Consegue la laurea in matematica nel 1971 presso la Università degli studi di Roma "La Sapienza" e nel 1975 il PhD in Mathematics presso la University of Warwick. Già professore ordinario di Algebra presso il Dipartimento di Matematica "Guido Castelnuovo"  dell'Università degli studi di Roma "La Sapienza", dopo il collocamento fuori ruolo (2019) è stato nominato professore emerito (2020). Nel 1986 è stato Invited Speaker all'International Congress of Mathematicians tenutosi a Berkeley.
Nel 1992 è stato Plenary Speaker allo European Congress of Mathematics tenutosi a Parigi.
Fin dal 1976, ha insegnato in diverse università italiane e straniere tra cui la Scuola Normale Superiore di Pisa, la École Normale Supérieure di Parigi (ricoprendo la prestigiosa Cattedra Lagrange-Michelet) e l'Università di Pisa. Inoltre ha ricoperto la posizione di Visiting Professor in prestigiosi atenei quali la Harvard University, il Massachusetts Institute of Technology e il Tata Institute of Fundamental Research di Bombay.
Ricopre o ha ricoperto il ruolo di Editor per importanti riviste scientifiche internazionali, tra cui IMRN, il Journal of the European Mathematical Society, il Journal of Algebraic Geometry, Transformation Groups.
Dal 2003 al 2007 è stato Presidente dell'Istituto Nazionale di Alta Matematica.
Dal 2021 al 2025 è stato Presidente dell'Accademia delle Scienze detta dei XL.

## Produzione scientifica
È autore di oltre 90 lavori scientifici. I suoi maggiori contributi hanno riguardato vari settori dell'algebra e della geometria algebrica, come la teoria degli invarianti, l'algebra commutativa, la teoria dei gruppi algebrici e quantici, il problema di Schottky e la teoria degli arrangiamenti di iperpiani.

## Articoli selezionati ()
- De Concini, Corrado Procesi, Claudio  A characteristic free approach to invariant theory. Advances in Math. 21 (1976), no. 3, 330—354.
- De Concini, Corrado, Symplectic standard tableaux. Adv. in Math. 34 (1979), no. 1, 1--27.
- De Concini, Corrado; Eisenbud, David; Procesi, Claudio Hodge algebras. Astérisque, 91. Société Mathématique de France, Paris, 1982. 87 pp.
- De Concini, C.; Procesi, C. Complete symmetric varieties. Invariant theory (Montecatini, 1982), 1--44, Lecture Notes in Math., 996, Springer, Berlin, 1983.
- Arbarello, Enrico; De Concini, Corrado On a set of equations characterizing Riemann matrices. Ann. of Math. (2) 120 (1984), no. 1, 119—140.
- De Concini, Corrado; Kac, Victor G. Representations of quantum groups at roots of 1. Operator algebras, unitary representations, enveloping algebras, and invariant theory (Paris, 1989), 471—506, Pro g Math., 92, Birkhäuser Boston, Boston, MA, 1990.
- De Concini, C.; Procesi, C. Wonderful models of subspace arrangements. Selecta Math. (N.S.) 1 (1995), no. 3, 459—494.
- De Concini, C.; Salvetti, M. Cohomology of Coxeter groups and Artin groups. Math. Res. Lett. 7 (2000), no. 2-3, 213—232.